# Budynek parlamentu w Tbilisi
Budynek Parlamentu Gruzji (gruz. საქართველოს პარლამენტის შენობა, trl. sakartvelos p'arlament'is shenoba) – miejsce posiedzeń parlamentu Gruzji, znajdujące się w Tbilisi, stolicy Gruzji. Znajduje się przy alei Rustawelego 8, w pobliżu podnóża góry Mtatsminda.
Kompleks budynków został zbudowany jako Dom Rządu Gruzińskiej SRR na miejscu zburzonego XIX-wiecznego soboru Aleksandra Newskiego i przylegającego do niego cmentarza kościelnego, z pochówkami gruzińskich kadetów poległych podczas bolszewickiej inwazji na Gruzję w 1921 roku. Składa się z dwóch budynków: "górnego" zaprojektowanego przez Wiktora Kokorina i Giorgiego Leżawę i zbudowany w latach 1933-1938 oraz "dolnego" wzdłuż alei Rustawelego, zbudowanego przez tych samych architektów przy udziale Vladimera Nasaridze w latach 1946-1953. Oba budynki połączone są dziedzińcem, z klatkami schodowymi i fontannami. W projekcie obu budynków mocno wykorzystano elementy tradycyjnej architektury gruzińskiej. Z zewnątrz od strony alei dominuje monumentalna arkada, z masywnym okapem i "łukowym" frontonem. Budynki zbudowane są z lekkiego żelbetu, z okładziną zewnętrzną ze granitu i innych materiałów. 
Kompleks został poważnie uszkodzony podczas wojskowego zamachu stanu w na przełomie 1991 i 1992 roku, podczas którego prezydent Zwiad Gamsachurdia ukrył się w podziemnym bunkrze pod budynkiem. Budynek został następnie odrestaurowany, odnowiony i służył jako siedziba parlamentu Gruzji od 1997 do 2012 roku, kiedy to legislatura przeniosła się do nowo wybudowanego gmachu w Kutaisi. W 2014 roku zezwolono na organizowanie posiedzeń komisji parlamentarnych w pomieszczeniach parlamentu w Tbilisi, natomiast regularne sesje nadal odbywały się w Kutaisi. Uchwalona w 2017 roku poprawka do konstytucji weszła w życie w grudniu 2018 roku i nie zawiera żadnych odniesień do Kutaisi jako siedziby parlamentu, co oznacza, że parlament w pełni powrócił do stolicy w styczniu 2019 roku. 